# 共産主義者同盟 (赫旗派)
共産主義者同盟赫旗派（きょうさんしゅぎしゃどうめい・せっきは）は、ブント系の日本の新左翼党派の一つ。「赫」という漢字の音読みは本来「かく」であるが、この党派の名称の読み方は「かっきは」ではなく「せっきは」である。指導者は生田あいなど。機関紙誌は『赫旗』。公然拠点は赤路社。

## 沿革
- 1981年1月、建党協議会下準備着手。
- 1981年9月、共産主義者同盟 (革命の旗派)と共産主義者同盟 (紅旗派)が統合して結成。
- 1983年1月、建党協議会準備会議と建党協議会予備会議が発足。
- 1983年9月、共産主義者同盟首都圏委員会が結成。
- 1986年5月、建党協議会発足総会開催。
- 1993年、日本共産党（マルクス・レーニン主義）との統合協議始まる。組織統合などをめぐり内部対立が激化し分裂する。分裂した双方ともに赫旗派を称した。一般的には機関紙の題字の色をとって、赤赫旗派、黒赫旗派と呼ばれている。
- 1999年6月、日本共産党（マルクス・レーニン主義）と統合して労働者共産党を結成。

## 関連組織・団体
- マルクス・レーニン主義学生同盟